# 鳥取農政事務所
鳥取県拠点は、農林水産省の地方支分部局である中国四国農政局（岡山市）の出先機関。

## 組織
- 鳥取県拠点（鳥取市富安 鳥取第1地方合同庁舎）